# Jeux des Éphémères
Pour plus de détails, voir Fiche technique et Distribution.
Jeux des Éphémères (Игры мотыльков) est un film russe réalisé par Andreï Prochkine d'après le roman de Vladimir Jeleznikov Epouvantail 2 ou Les Jeux des Éphémères, sorti en 2004,.

## Fiche technique
- Photographie : Youri Raïski
- Musique : Vladimir Tchekasin, Sergeï Chnourov
- Décors : Alexandre Giliarevski, Tatiana Koltsova
- Montage : Natalia Koutcherenko